# 33419 Wellman
33419 Wellman è un asteroide della fascia principale. Scoperto nel 1999, presenta un'orbita caratterizzata da un semiasse maggiore pari a 2,4613635 UA e da un'eccentricità di 0,0565579, inclinata di 9,45328° rispetto all'eclittica.